# Braile guarani
Braille ou Braile guarani é o alfabeto braile da língua guarani do Paraguai. As atribuições das letras são aquelas do Braille espanhol (exceto para as vogais acentuadas): isto é, o alfabeto braille básico mais ⠻ para ñ. Uma letra adicional, ⠒, é usada para Oclusiva glotal, escrita como apóstrofo no alfabeto guarani. Os dígrafos de impressão, como ch e rr, também são dígrafos em braille. Além disso, o til na impressão é escrito como a letra ⠱ em braille e vem antes da letra em que aparece na impressão. Assim, as letras Guarani fora do alfabeto latino básico são:
| ⠒ | ⠻ | ⠱⠁ | ⠱⠑ | ⠱⠛ | ⠱⠊ | ⠱⠕ | ⠱⠥ | ⠱⠽ |
| ’ | ñ | ã  | ẽ  | g̃  | ĩ  | õ  | ũ  | ỹ  |
se o combinação de braille e as letras dos diacríticos do alfabeto latino básico são:
| ⠱ |
| ~ |